# (308242) 2005 GO21
(308242) 2005 GO21 es un gran asteroide Atón cercano a la Tierra y un objeto potencialmente peligroso. Tiene una órbita bien determinada con un arco de observación de 7 años y un parámetro de incertidumbre de 0. Fue descubierto el 1 de abril de 2005 por el Siding Spring Survey con una magnitud aparente de 18,1 utilizando el Telescopio Schmidt Sur de Uppsala de 0.5 metros (20 pulgadas).
Basado en una magnitud absoluta de 16.4, el asteroide tiene un diámetro estimado de 1.6 km (con una precisión de 2). (308242) 2005 GO21 es el asteroide potencialmente peligroso (PHA) más grande descubierto en 2005. El 21 de junio de 2012 pasó por la Tierra a una distancia de 0.043963 UA (6,576,800 km; 4,086,600 mi). El paso de 2012 fue estudiado con radar utilizando los radiotelescopios de Goldstone y Arecibo.